# Мариуполь (Кировоградская область)
Мариуполь (укр. Маріуполь) — село в Кетрисановской сельской общине Кропивницкого района Кировоградской области Украины.
До 2020 года входило в Бобринецкий район
Население по переписи 2001 года составляло 116 человек. Почтовый индекс — 27252. Телефонный код — 5257. Занимает площадь 0,641 км². Код КОАТУУ — 3520886403.